# Platyzosteria coolgardiensis
Platyzosteria coolgardiensis är en kackerlacksart som beskrevs av Johann Gottlieb Otto Tepper 1895. Platyzosteria coolgardiensis ingår i släktet Platyzosteria och familjen storkackerlackor. Inga underarter finns listade i Catalogue of Life.